# Partia Narodu Korsykańskiego
Partia Narodu Korsykańskiego (kors. Partitu di a Nazione Corsa, fr. Parti de la nation corse, PNC) – korsykańska partia polityczna o profilu umiarkowanie nacjonalistycznym, założona w 2002.
Ugrupowanie dąży do uzyskania przez Korsykę autonomii, nie popiera ruchów niepodległościowych, sprzeciwia się używaniu przemocy. W 2004 uzyskało reprezentację w regionalnym parlamencie. W wyborach prezydenckich w 2007 partia popierała kandydatkę Zielonych Dominique Voynet.
Sekretarzem generalnym podczas kongresu założycielskiego z 7 grudnia 2002 został Jean-Christophe Angelini.
PNC dołączyła do Wolnego Sojuszu Europejskiego. W wyborach w 2009 z listy Europa-Ekologia jeden z jej liderów, François Alfonsi, uzyskał mandat posła do Parlamentu Europejskiego VII kadencji. Mandat europosła z listy ekologów (jako przedstawiciel PNC) uzyskał także w 2019.
Przedstawicielem PNC w Zgromadzeniu Narodowym został Paul-André Colombani, po raz pierwszy wybrany na posła w 2017.